# Блудная (приток Хилка)
Блу́дная (Хилогосо́н) — река в Забайкальском крае России, левый приток Хилка.
Исток реки располагается на северном склоне Малханского хребта. Длина реки составляет 164 км. Площадь водосбора — 4480 км². Средний расход воды — 6,2 м³/с.
Притоки реки: Верхний Мултун, Большая Речка, Нижний Мултун, Тырбыхен, Каргастый, Верхний Цибитуй, Иржи, Харул, Арей, Зун-Шара-Горхон, Кутолага.
| Средний расход воды (м³/с) реки Блудной по месяцам и за год с 1973 по 1997 гг. (замеры производились на гидрологическом посту в 95 км от устья) |